# Robert Coyle
Robert Joseph Coyle (ur. 23 września 1964 w Brooklynie) – amerykański duchowny rzymskokatolicki, biskup pomocniczy Rockville Centre od 2018.

## Życiorys
Święcenia kapłańskie otrzymał 25 maja 1991 i inkardynowany został do diecezji Rockville Centre. Przez kilka lat pracował jako wikariusz. W 1999 rozpoczął czynną służbę w United States Navy, z której został zwolniony dziesięć lat później. Po powrocie do diecezji został proboszczem w Mineoli.
11 lutego 2013 papież Benedykt XVI mianował go biskupem pomocniczym archidiecezji Wojskowej Stanów Zjednoczonych Ameryki oraz biskupem tytularnym Zabi. Sakry udzielił mu 25 kwietnia 2013 arcybiskup Timothy Broglio.
20 lutego 2018 został przeniesiony na urząd biskupa pomocniczego diecezji Rockville Centre. Pracę w diecezji rozpoczął 2 kwietnia 2018, obejmując funkcję wikariusza biskupiego dla wschodu diecezji.